# Eloy Alberto Santiago Santiago
Eloy Alberto Santiago Santiago (Las Palmas de Gran Canaria, 8 settembre 1973) è un vescovo cattolico spagnolo È vescovo della diocesi di San Cristóbal de La Laguna, comunemente nota come diocesi di Tenerife, dal 2025.

## Biografia
Eloy è nato nel 1973. È entrato nel seminario diocesano delle Canarie (1992) e ha conseguito il baccalaureato in teologia presso la Pontificia Università di Comillas. Dopo essere stato ordinato sacerdote il 17 luglio 1999, è stato incardinato nella diocesi delle Isole Canarie. Ha proseguito la sua formazione accademica presso la Pontificia Università Gregoriana, dove ha conseguito la licenza in teologia dogmatica, conseguendo il dottorato presso la stessa università (gennaio 2024). In precedenza, era entrato nel servizio diplomatico della Pontificia Accademia Ecclesiastica (2003), combinando questi studi con una laurea in diritto canonico presso la Pontificia Università Gregoriana.
Tra il 2006 e il 2014, Santiago è stato segretario delle nunziature apostoliche in Colombia (2006-2009), Sudafrica (2009-2013) e Gran Bretagna (2013-2014). Al suo ritorno alle Isole Canarie, ha ripreso il suo lavoro pastorale in diverse parrocchie della sua diocesi di origine.

## Vescovo
Il 24 febbraio 2025 papa Francesco ha nominato Santiago vescovo di San Cristóbal de La Laguna. Il suo insediamento come vescovo di San Cristóbal de La Laguna ha avuto luogo il 1º maggio nella Cattedrale de La Laguna. Eloy Santiago diventa così il terzo canario a governare la diocesi nivariense, dopo Domingo Pérez Cáceres (1947-1961) e Bernardo Álvarez Afonso (2005-2024).
È stato consacrato dal nunzio apostolico presso l'Unione Europea, Bernardito Auza. Ha preso possesso canonico lo stesso giorno della sua ordinazione, in una solenne cerimonia religiosa alla quale hanno partecipato oltre 1.200 persone in cattedrale, oltre a due nunzi rispettivamente di Spagna e Portogallo, 14 vescovi e oltre 250 sacerdoti. Inizialmente, la celebrazione avrebbe dovuto essere presieduta dal cardinale lituano Rolandas Makrickas, arciprete coadiutore della basilica di Santa Maria Maggiore a Roma, ma la morte di papa Francesco gli ha impedito di partecipare.
Ha celebrato la sua prima Messa da vescovo il giorno dopo la sua ordinazione episcopale nella basilica di Nostra Signora della Candelaria, santuario della patrona delle Isole Canarie.

## Genealogia episcopale
La genealogia episcopale è:
- Cardinale Scipione Rebiba
- Cardinale Giulio Antonio Santori
- Cardinale Girolamo Bernerio, O.P.
- Arcivescovo Galeazzo Sanvitale
- Cardinale Ludovico Ludovisi
- Cardinale Luigi Caetani
- Cardinale Ulderico Carpegna
- Cardinale Paluzzo Paluzzi Altieri degli Albertoni
- Papa Benedetto XIII
- Papa Benedetto XIV
- Cardinale Enrico Enriquez
- Arcivescovo Manuel Quintano Bonifaz
- Cardinale Buenaventura Córdoba Espinosa de la Cerda
- Cardinale Giuseppe Maria Doria Pamphilj
- Papa Pio VIII
- Papa Pio IX
- Cardinale Gustav Adolf von Hohenlohe-Schillingsfürst
- Arcivescovo Salvatore Magnasco
- Cardinale Gaetano Alimonda
- Cardinale Agostino Richelmy
- Vescovo Giuseppe Castelli
- Vescovo Gaudenzio Binaschi
- Arcivescovo Albino Mensa
- Cardinale Tarcisio Bertone, S.D.B.
- Arcivescovo Bernardito Cleopas Auza
- Vescovo Eloy Alberto Santiago Santiago